# HMS Volage (R41)
HMS Volage (R41/F41) là một tàu khu trục lớp U được Hải quân Hoàng gia Anh Quốc chế tạo trong Chương trình Khẩn cấp Chiến tranh để phục vụ trong Chiến tranh Thế giới thứ hai. Sau chiến tranh, vào ngày 22 tháng 10 năm 1946, Volage và HMS Saumarez bị hư hại nặng do trúng mìn ở phía Bắc eo biển Corfu vốn đã gây ra vụ Khủng hoảng eo biển Corfu. Nó được cải biến thành một tàu frigate nhanh chống tàu ngầm Kiểu 15 vào năm 1953 với ký hiệu lườn mới F41, và tiếp tục phục vụ cho đến khi ngừng hoạt động năm 1956 và bị tháo dỡ năm 1972. Nó là chiếc tàu chiến thứ sáu của Hải quân Hoàng gia được đặt cái tên này.

## Thiết kế và chế tạo
Volage được chế tạo tại xưởng tàu của hãng J. Samuel White và được đặt hàng vào ngày 1 tháng 9 năm 1941. Nó được đặt lườn vào ngày 31 tháng 12 năm 1942; được hạ thủy vào ngày 15 tháng 2 năm 1943 và nhập biên chế cùng Hải quân Hoàng gia vào ngày 26 tháng 5 năm 1944.

## Lịch sử hoạt động

### Thế Chiến II

#### Hạm đội Nhà
Volage hoàn tất việc chạy thử máy và nhập biên chế cùng Chi hạm đội Khu trục 26 trực thuộc Hạm đội Nhà vào ngày 26 tháng 5 năm 1944. Nó gia nhập hạm đội tại Scapa Flow và bắt đầu hoạt động vào tháng 8, tiến hành thực tập để chuẩn bị cho Chiến dịch Offspring ngoài khơi Na Uy. Đang khi thực tập và được tiếp dầu từ thiết giáp hạm HMS Howe, hai con tàu bị mắc vướng vào nhau và Volage bị hư hại nhẹ. Đến ngày 10 tháng 8, Chi hạm đội Khu trục 26 hộ tống các tàu chiến khác trong các cuộc không kích nhắm vào tàu bè và mục tiêu trên bờ giữa các đảo Lepsøya và Haramsøya thuộc Na Uy.
Từ ngày 17 đến ngày 23 tháng 9, Volage tham gia thành phần hộ tống một lực lượng mạnh để bảo vệ Đoàn tàu vận tải Bắc Cực JW60 trên đường đi đến bán đảo Kola thuộc phía cực Bắc nước Nga; rồi tham gia bảo vệ chuyến quay trở về Loch Ewe của Đoàn tàu RA60 từ ngày 29 tháng 9 đến ngày 3 tháng 10. Việc hộ tống được tổ chức nhằm ngăn ngừa khả năng bị thiết giáp hạm Đức Tirpitz tấn công. Tuy nhiên, Tirpitz đã bị đánh hỏng bởi cuộc không kích trong khuôn khổ Chiến dịch Paravane vài ngày trước đó, và lượt đi diễn ra mà không gặp sự cố nào; nhưng trong chuyến quay trở về, hai tàu buôn đã bị mất do cuộc tấn công của tàu ngầm U-boat U-310.
Trong thời gian còn lại của tháng 10 năm 1944, Volage hộ tống cho các tàu sân bay trong hai lượt tấn công chống tàu bè và một chuyến trinh sát ngoài khơi Na Uy.

#### Ấn Độ Dương
Sau khi mối đe dọa của tàu nổi đối phương tại Tây Âu giảm đi đáng kể khi Tirpitz bị đánh chìm vào tháng 11 năm 1944, một số đơn vị Hải quân Hoàng gia được điều sang Viễn Đông để đối phó với Hải quân Nhật. Chi hạm đội Khu trục 26, bao gồm Volage, được cử sang phục vụ cùng Hạm đội Đông tại Ấn Độ Dương. Nó được tái trang bị tại Leith để phục vụ tại nước ngoài, và đã đi đến Trincomalee vào tháng 2 năm 1945. Cho đến cuối tháng, vào ngày 24 tháng 2, nó nằm trong thành phần hộ tống cho các tàu sân bay trong một hoạt động trinh sát hình ảnh eo biển Malacca. Lực lượng tận dụng cơ hội trên đường đi để bắn phá các mục tiêu trên quần đảo Andaman trong khuôn khổ Chiến dịch Stagey.
Vào ngày 14 tháng 3, Volage, HMS Saumarez và Rapid hình thành nên Lực lượng Đặc nhiệm 70 cho một hoạt động trinh sát eo biển Langkawi và lên đường đi eo biển Malacca trong khuôn khổ Chiến dịch Transport. Tuy nhiên nhiệm vụ trinh sát bị hủy bỏ không lâu sau đó, và Lực lượng Đặc nhiệm 70 được giao vai trò càn quét tàu bè đối phương. Các tàu chiến Anh đã bắn phá các tuyến đường sắt tại Sigli trên đảo Sumatra vào ngày 17 tháng 3, và càn quét tàu bè không thành công tại quần đảo Nicobar.
Lực lượng Đặc nhiệm 70 đi đến ngoài khơi eo biển Steward tại Maya Bandar thuộc quần đảo Andaman vào ngày 19 tháng 3, với ý định tiến vào cảng tự nhiên tại Port Blair để tấn công mọi tàu bè đối phương tìm thấy. Volage bị trục trặc động cơ nên chỉ sử dụng được một trục chân vịt; nó ở lại ngoài khơi bắn pháo vào các khẩu đội pháo bờ biển đối phương. Rapid bị bắn trúng một quả đạn pháo 6 inch của khẩu đội pháo bờ biển sau khi tiến vào cảng, và nó bị bất động không thể di chuyển. Volage cũng bị bắn trúng và bất động trong một lúc trong khi Saumarez kéo Rapid đi đến khu vực an toàn. Ba thành viên thủy thủ đoàn của Volage thiệt mạng và tám người khác bị thương. Mọi con tàu của Lực lượng Đặc nhiệm 70 đi đến Akyab bằng chính động lực của chúng.
Vào ngày 25 tháng 3, Lực lượng Đặc nhiệm 70, giờ đây bao gồm Saumarez, Virago, Vigilant và Volage, lên đường cho một đợt càn quét tàu bè tại khu vực giữa Andaman và bờ biển Malaya trong khuôn khổ Chiến dịch On Board. Ngày hôm sau, họ phát hiện và tấn công một đoàn tàu đối phương gồm bốn tàu vận tải được hai tàu chống ngầm hộ tống, đang trên đường từ Singapore đến Port Blair với hàng tiếp liệu, binh lính và phụ nữ giải trí. Hải pháo và ngư lôi của các con tàu đã được sử dụng nhưng không có kết quả; cho đến khi những máy bay Consolidated B-24 Liberator thuộc Liên đội Không quân Hoàng gia bay đến giúp đỡ. Bốn tàu vận tải đối phương bị đánh chìm bởi một loạt các cuộc ném bom và tấn công mặt biển, trong đó một chiếc Liberator bị bắn rơi. 52 người Nhật sống sót bị bắt làm tù binh và được đưa về Trincomalee vào ngày 28 tháng 3.
Trong tháng 4, Volage bảo vệ các đoàn tàu vận tải Đồng Minh và ngăn chặn các tàu tiếp liệu cho lực lượng tàu ngầm U-boat Đức hoạt động tại Ấn Độ Dương. Sau đó nó lên đường đi để tái trang bị, tháo dỡ những thiết bị dành cho vùng cực cũng như tăng cường radar và các cảm biến dò tìm. Nó chỉ gia nhập trở lại chi hạm đội vào tháng 7, và do đó đã lỡ mất Trận chiến eo biển Malacca, nơi lực lượng Đồng Minh đánh chìm tàu tuần dương Nhật Bản Haguro. Đến tháng 8, trước khi Nhật Bản đầu hàng, nó được chuẩn bị để hỗ trợ cho kế hoạch đổ bộ lên Malaya trong khuôn khổ Chiến dịch Zipper, nằm trong thành phần hộ tống các tàu chiến chủ lực của Hạm đội Đông Ấn đi đến Penang; và sau đó đã khởi hành từ Trincomalee vào ngày 31 tháng 8 để gia nhập lực lượng hải quân nhằm tái chiếm Penang.
Volage là chiếc tàu chiến Đồng Minh đầu tiên tiến vào cảng Penang, và sự kiện quân đội Nhật Bản tại đây đầu hàng được tổ chức tại bến tàu gần đó. Khi Đô đốc Lord Louis Mountbatten, Tổng tư lệnh Bộ chỉ huy Đông Nam Á cùng tướng Bill Slim, Tư lệnh Tập đoàn quân 14 ghé qua Penang trên đường đi Singapore tiếp nhận sự đầu hàng của quân Nhật tại Đông Ấn, họ đã trải qua một thời gian ngắn bên trên Volage và Mountbatten đã nói chuyện trước toàn thể thủy thủ đoàn. Volage ở lại Penang cho đến tháng 9, hoạt động như một trạm liên lạc vô tuyến cho đến khi các cơ sở trên bờ được thiết lập, rồi hỗ trợ cho cuộc đổ bộ lên Port Dickson.

### Sau chiến tranh
Volage quay trở lại Trincomalee để hoạt động tại chỗ, rồi lên đường quay trở về Portsmouth để đại tu và tái trang bị, nhằm chuẩn bị phục vụ cùng Chi hạm đội Khu trục 3 trong thành phần Hạm đội Địa Trung Hải tại Malta. Vào ngày 22 tháng 10 năm 1946, nó trúng phải một quả thủy lôi tại eo biển Corfu gần Albania.

#### Vụ khủng hoảng eo biển Corfu
Sau khi rời Corfu lúc 13 giờ 30 phút ngày 22 tháng 10 năm 1946, các tàu khu trục HMS Saumarez và HMS Volage cùng các tàu tuần dương HMS Mauritius và HMS Leander tiếp cận ở rìa phía Nam vịnh Saranda. Lúc 14 giờ 47 phút, chiếc dẫn đầu HMS Mauritius ra tín hiệu bẻ lái sang mạn trái và hướng mới 310°. Một hải đồ tái cấu trúc lại cho thấy việc bẻ lái ở bên ngoài vịnh Saranda; trong khi một nguồn khác cho rằng sự kiện diễn ra bên trong vịnh Saranda. Lúc 14 giờ 53 phút, đang trong quá trình chuyển sang hướng mới, Saumarez trúng phải một quả mìn mà sau này được xác định là mìn Kiểu EMC do Đức chế tạo trong Thế Chiến I. Kiểu thủy lôi tiếp xúc hình cầu này có đường kính 44 in (1,1 m), một liều thuốc nổ 661 lb (300 kg) và với bảy kíp nổ Hertz. Vụ nổ xảy ra ngay phía trước cầu tàu bên mạn phải, làm mở ra một lỗ hổng lớn từ cầu tàu cho đến đáy lườn tàu. Saumarez bất động và bắt đầu trôi nổi, một đám cháy từ nhiên liệu thoát ra bao trùm phần mũi tàu; trong khi phần mũi tàu bị ngập nước do vụ nổ bắt đầu chìm xuống nước. Volage tiếp cận để trợ giúp và tìm cách kéo Saumarez. Sau một nỗ lực đầu tiên bị thất bại do dây cáp bị đứt, một dây cáp mới được cố định và Volage bắt đầu kéo Saumarez lúc 15 giờ 30 phút.
Đến 16 giờ 06 phút, Volage trúng phải một quả thủy lôi thứ hai, sau này được xác định cũng là Kiểu EMC của Đức. Nó trúng quả mìn trực diện ngay trước mũi, khiến phần mũi tàu cho đến tháp pháo "A" bị nổ tung; những mảnh vỡ phần mũi tàu bay lên không trung và những mảnh lớn cho đến nữa tấn rơi xuống con tàu và cầu tàu. Vị trí nó bị trúng mìn được xác định ngoài khơi mũi phía Bắc của vịnh Saranda. Cho dù bị hư hại nặng, cả hai con tàu vẫn nổi được, và được kéo quay trở lại Corfu. Saumarez chịu đựng 36 người thiệt mạng, bao gồm 25 người mất tích được cho là tử trận, trong khi Volage tổn thất tám người bao gồm bảy người mất tích.
Sau sự kiện eo biển Corfu, cả hai con tàu đi đến Corfu, và sau đó được gửi đến Malta. Không nỗ lực nào được thực hiện nhằm vớt phần mũi của Volage vốn bị đắm tại địa điểm trúng mìn. Saumarez bị loại bỏ do được xem như tổn thất toàn bộ; bị bán vào ngày 8 tháng 9 năm 1950 và bị tháo dỡ vào tháng 10 năm đó. Volage được sửa chữa tại Malta, quay trở về Anh năm 1949 và được đưa về lực lượng dự bị.

#### Những hoạt động tiếp theo
Volage trải qua một đợt cải biến sâu rộng tại Xưởng tàu Chatham trong những năm 1952-1953 để trở thành một tàu frigate chống tàu ngầm Kiểu 15, và gia nhập trở lại hạm đội năm 1954 với ký hiệu lườn mới F41. Nó phục vụ cùng Hải đội Huấn luyện Dartmouth trong hai năm, lần thứ hai được đưa về lực lượng dự bị tại Portsmouth vào năm 1956, và đến năm 1964 được sử dụng để huấn luyện cảng cho lực lượng Thủy quân Lục chiến Hoàng gia. Nó không bao giờ nhập biên chế trở lại, được đưa vào danh sách loại bỏ và bị bán cho hãng BISCO vào ngày 28 tháng 10 năm 1972. Con tàu được kéo đến xưởng tháo dỡ Pounds tại Portchester vào cuối năm đó.